# Bovallstrand
Bovallstrand est un ancien village de pêche dans la commune de Sotenäs au bord du fjord Bottnafjorden, en Suède. Jusqu'en 1971, Bovallstrand faisait partie de la commune de Tossene qui, en cette année-là, fut incorporée dans la nouvelle commune de Sotenäs, créée par la fusion des différentes communes de la péninsule de Sotenäs.